# Lauri Sirelius
 Lauri Saladin Sirelius, född 20 februari 1895 i Björneborg, död 2 oktober 1931 i Helsingfors, var en finländsk sångare och skådespelare. Som sångare använde Sirelius artistnamnet Pikku-Lasse.
Sirelius var son till länslantmätaren i Åbo och Björneborgs län, Israel Saladin Sirelius (1856–1909) och Hilda Emilia, född Leisten (1861–1945). I familjen föddes sju barn. Sirelius var brorson till etnologen Uuno Sirelius. Efter finska inbördeskriget 1918 satt Sirelius, misstänkt för sabotage, inspärrad på ett fängelse i Helsingfors.
Sirelius, som var liten till växten, gick under smeknamnet "Pikku-Lasse" (Lilla Lasse). På 1920-talet uppträdde han flitigt på kaféer och restauranger i Helsingfors, Tammerfors och Tavastehus; bland annat uppträdde han varje kväll i april 1922 på Café Mick på Michaelsgatan i Helsingfors. 1924 medverkade han i filmen Herrskapet Drittel på sommarnöje (Kihlauskylpylä), där han spelade mot bland andra Iisakki Lattu. Under grammofonfebern 1929 sjöng Sirelius in nio skivinspelningar för skivbolagen Homocord och Polyphon. Inspelningarna gjordes under pseudonymen Pikku-Lasse.
Mot slutet av sin levnad ägnade sig Sirelius åt simning och var medlem av Helsingin Uimarit. Han avled till följd av skador han ådrog sig vid hopp från en trampolin på ett badhus i Helsingfors den 1 oktober 1929.